# مات بيك
مات بيك هو لاعب هوكي الحقل كندي، ولد في 16 يوليو 1980.